# Jaguár americký
Jaguár americký (Panthera onca) je kočkovitá šelma patřící do rodu Panthera. Je jediným zástupcem tohoto rodu v Americe. Po tygrovi (P. tigris) a lvu (P. leo) je největší kočkovitou šelmou a na západní polokouli úplně největší. Vyskytuje se od Mexika přes velkou část Střední Ameriky jižně do Paraguaye a severní Argentiny. Několik jedinců žije nedaleko Tucsonu v americkém státě Arizona.
Stavbou těla a zbarvením se nejvíce podobá levhartovi (P. pardus), i když je robustnější a obvykle většího vzrůstu. Jeho chování a areál jsou spíše podobné chování a areálu tygra. Preferuje deštné lesy, ale vyskytuje se i v zalesněných a otevřených terénech. Žije poblíž vody a stejně jako tygr je zdatným plavcem. Je to samotářský predátor lovící různé druhy živočichů. V potravním řetězci je na vrcholu (v hierarchii nemá vyššího predátora) a má velký význam pro přírodní rovnováhu. Jeho skus je mimořádně silný, a to i v poměru k ostatním velkým kočkám (lev, levhart, tygr). To mu umožňuje lovit krunýřem opatřené plazy a používat neobvyklou metodu usmrcování – prokousnutí lebky oběti mezi ušima a usmrcení narušením mozku.
Podle klasifikace IUCN patří mezi téměř ohrožené druhy a jeho populace klesá například z důvodu ztráty přirozeného prostředí. Mezinárodní obchod s jaguáry je zakázaný, ale každoročně zemře při konfliktech s lidmi, hlavně s farmáři v Jižní Americe, mnoho jedinců. Jaguár byl důležitým symbolem mnoha původních amerických kultur, například Mayů a Aztéků.

## Etymologie

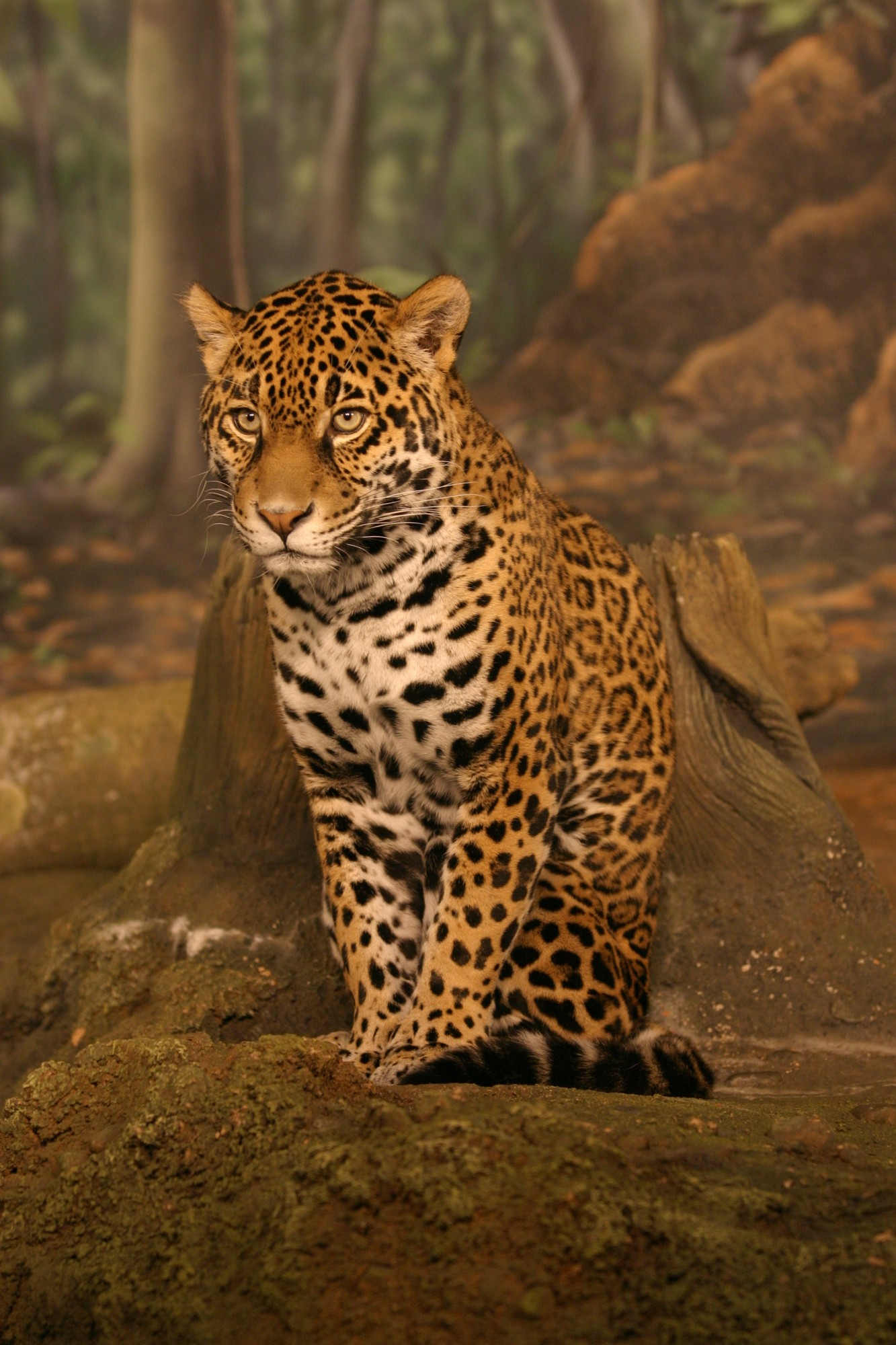
Jaguár v zoologické zahradě v Milwaukee ve Wisconsinu, USA

Mezinárodní slovo jaguar se rozšířilo z portugalštiny, kam se dostalo z některého jazyka ze skupiny tupí-guaraní. V něm slovo yagua(ra) znamená „zvíře“ (yagua znamená v paraguayském guaraní „pes“) , ale označují se jím všichni masožraví savci. Pro jaguára se v tomto jazyku používá výraz yaguareté, kde přípona -eté znamená „pravý“ nebo „opravdový“.
První část jeho vědeckého jména, Panthera, je latinský výraz pocházející z řeckého slova πάνθηρ, což znamená levhart a je to typový druh tohoto rodu. Toto slovo je pravděpodobně složenina dvou slov: παν, což znamená „všechno“, a θήρ, „predátor“, dohromady tedy „predátor všech“ (zvířat). To může být ale jen lidová etymologie a namísto toho může mít slovo původ ve slově pundarikam, což v sanskrtu znamená „tygr“.
Onca pochází z portugalského slova onça [onsa], které má z typografických důvodů přidanou cedillu. To pochází z latinského lyncea, lynx, kdy bylo písmeno l nesprávně považováno za člen určitý (italsky lonza, starofrancouzsky l'once).
V mnoha středoamerických a jihoamerických zemích se jaguárovi říká el tigre („tygr“).
Ameriští indiáni nazývají jaguára mnoha názvy, například Aztékové: tecuani nebo ocelotl, Mayové: balam, Zapotékové: beedxe, Aravakové: kabadaro, Chívarové: yawáa, Karibové: kaikusi, Mapučové: nahuel, Šipivové: 'inú, Takanové: iba, Witótové: janallari,

## Taxonomie
Jaguár americký, Panthera onca, je jediný z rodu Panthera, který se vyskytuje v Americe. Rozbor DNA ukazuje, že má spolu se lvem (P. leo), irbisem (P. uncia), levhartem skvrnitým (P. pardus), tygrem (P. tigris) a levhartem obláčkovým (Neofelis nebulosa), společného předka, který žil před šesti až osmi miliony lety, ale nejstarší fosilní nálezy jsou jen 2–3,8 milionů let staré. Fylogenetické studie dokázaly, že levhart obláčkový z rodu Neofelis je bazálním kladem této skupiny. Pozice zbylých druhů v kladu se liší studie od studie a je zatím nejasná. Na základě morfologických znaků britský zoolog Reginald Pocock usoudil, že jaguár je nejvíce příbuzný levhartovi, ale testy DNA jsou v tomto ohledu nejednoznačné.
Předkem či nejbližším příbuzným současného jaguára by mohl být vyhynulý Panthera gombaszoegensis. Analýza mitochondriálního DNA určila zrod jaguárů na dobu před 280 000 až 510 000 lety, což je později, než ukazují fosilní nálezy.

### Poddruhy

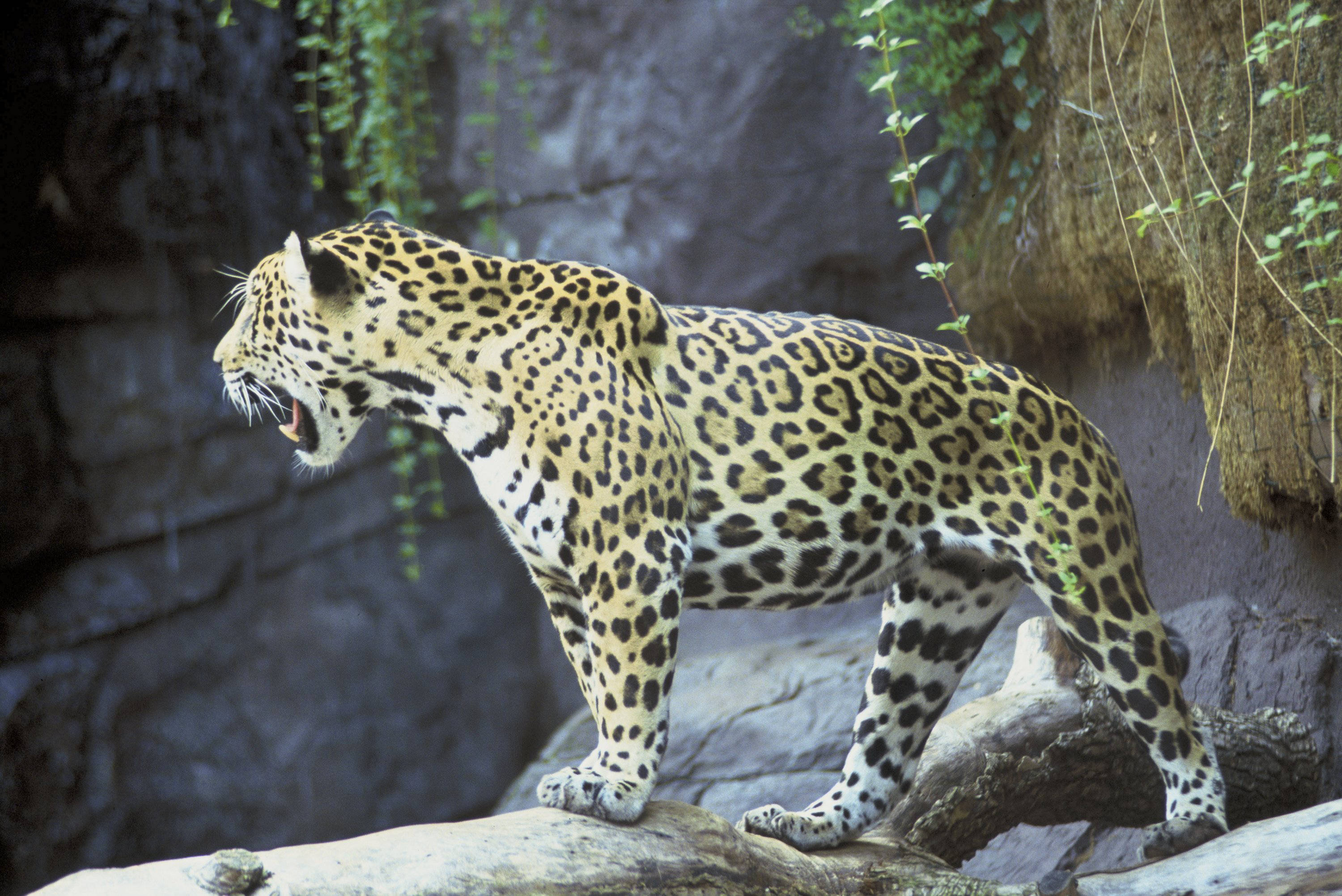
I když bylo popsáno mnoho poddruhů jaguára, nejnovější toto dělení nepodporují a tvrdí, že jde o monotypický taxon.

Poddruhy (subspecie) jaguára popsal v roce 1939 britský zoolog a taxonom Reginald Pocock. Na základě původu a morfologie lebky určil osm poddruhů. Neměl ale přístup ke vhodným vzorkům, aby mohl posoudit všechny poddruhy, a o existenci některých z nich vyjádřil pochyby. Pozdější přezkoumání jeho práce revidovalo jeho výsledky a konstatovalo, že existují jen tři poddruhy.
Nejnovějším studiím se také nepodařilo najít přesvědčivé důkazy o existenci poddruhů, a tak se od 90. let většinou neuznávají. Shawn Larson v roce 1997 studoval morfologické změny jaguára a objevil rozdíly mezi severními a jižními jedinci, ale také to, že rozdíly uvnitř těchto hypotetických poddruhů jsou větší než rozdíly mezi nimi, takže rozdělování na poddruhy není oprávněné. V roce 2017 vydali odborníci z SSC Cat Specialist Group, což je odnož Mezinárodního svazu ochrany přírody (IUCN), studii o taxonomické revizi recentních kočkovitých šelem. Jaguár je v ní veden jako monotypický taxon, tedy jako druh bez dalšího dělení na subspecie.
Pocockovo rozdělení na poddruhy se nicméně někdy používá při obecném popisu jaguára. K. L. Seymour je rozdělil do tří skupin.
1. Panthera onca onca (jaguár brazilský): od Venezuely po Amazonský prales
  - P. onca peruviana: pobřeží Peru
2. Panthera onca hernandesii (jaguár mexický): západní Mexiko
  - P. onca centralis: od Salvadoru ke Kolumbii
  - P. onca arizonensis: od západní Arizony k Sonoře
  - P. onca veraecrucis: od středního Texasu k jihovýchodnímu Mexiku
  - P. onca goldmani: od Yucatánu k Belize a Guatemale
3. Panthera onca palustris (jaguár paraguayský), největší poddruh, který váží i více než 135 kg:[27] pantanalské regiony Mato Grosso a Mato Grosso do Sul, Brazílie, a podél řeky Paraguay do Paraguaye a severovýchodní Argentiny.

Vyhynulé poddruhy:
- Panthera onca augusta: vyhynulý pleistocenní jaguár, pravděpodobný předek dnešního jaguára
- Panthera onca mesembrina: vyhynulý jaguár, o něco větší než Panthera onca augusta

## Popis a etologie

### Fyzická charakteristika
Jaguár je velmi silné zvíře. Podle místa výskytu dosahuje různého vzrůstu a mohutnosti, normální váha jedince se pohybuje v rozmezí 56–96 kilogramů, největší z nich mohou vážit až 158 kilogramů (což zhruba odpovídá váze velké samice či malého samce tygra nebo lva), nejmenší pak pouze 36 kilogramů. Samice jsou většinou o 30–40 % menší než samec. Průměrná hmotnost samic ze Střední Ameriky je 41 kg a samců 56 kg. Dospělý jedinec dorůstá průměrně délky 1,12–1,85 metru a s oháňkou měří až o 45–75 cm více. Výška v kohoutku jaguára je 63–76 centimetrů.

Stavba lebky jaguára a schopnost rozevření čelistí.

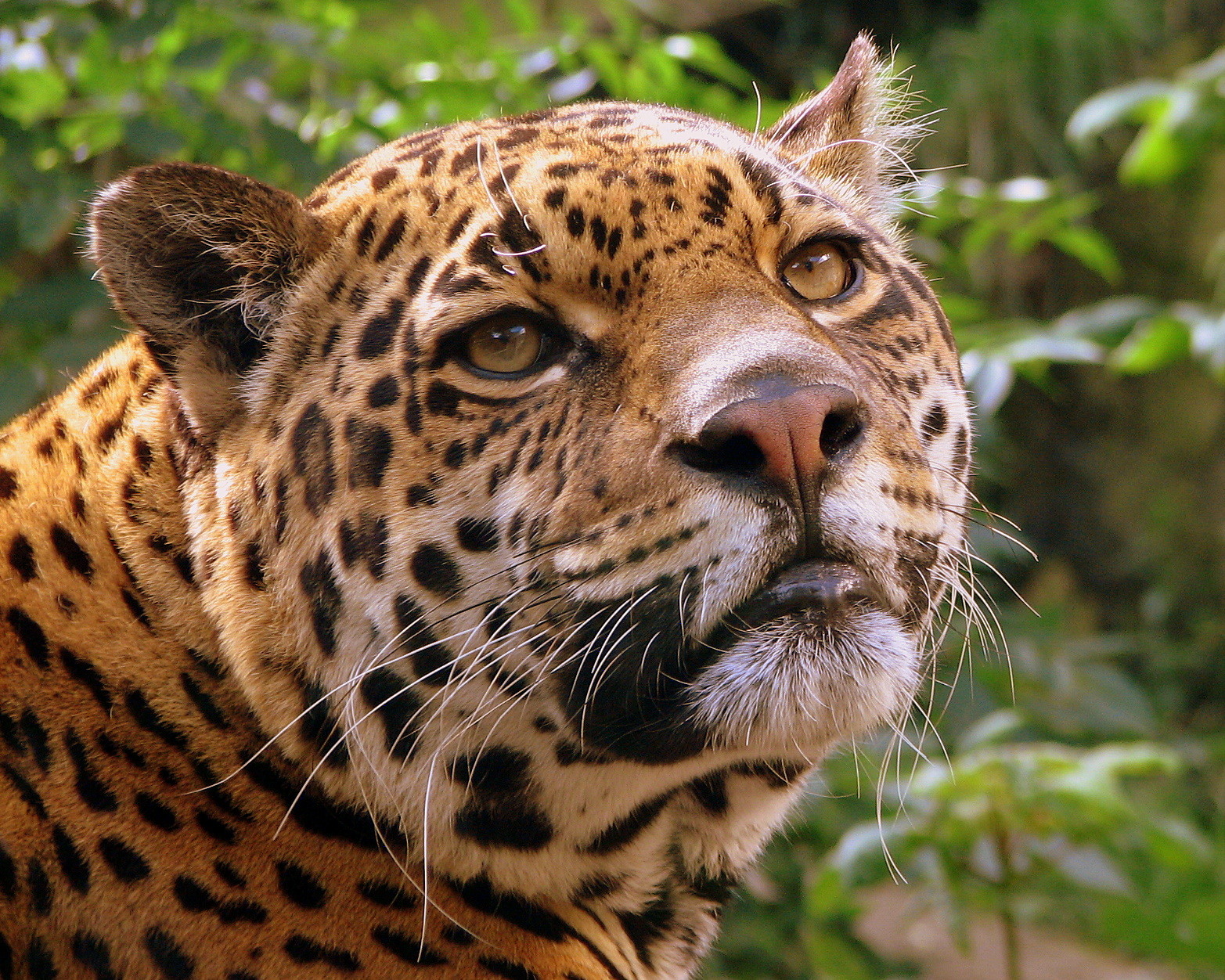
Hlava jaguára je robustní a jeho čelist mimořádně silná. Čím jižněji se vyskytuje, tím větší má rozměry.

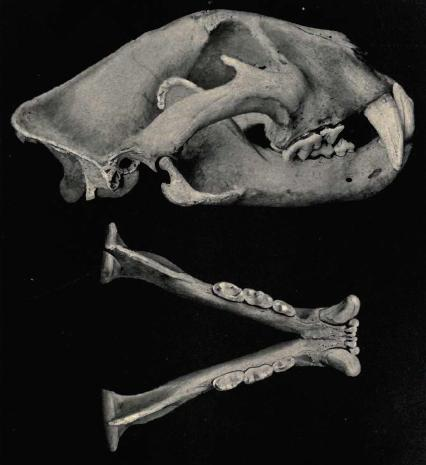
Lebka a čelist jaguára

Byly pozorovány rozdíly ve velikosti v závislosti na oblasti a prostředí výskytu. Od severu k jihu se jeho rozměry zvětšují. Výzkum ukázal, že jedinec na území mexického státu Jalisco váží průměrně mezi 30–50 kilogramy, což je zhruba stejně jako  samice pumy americké (Puma concolor). Na druhou stranu v brazilském Pantanalu a venezuelských llanos váží průměrně 102 kilogramů a starší samec mnohdy 136 kg a někdy i více. Jaguár žijící v lese je často tmavší a menší než ten na otevřeném prostranství (Pantanal jsou otevřené mokřady), nejspíše kvůli menšímu výskytu velkých býložravců v lesích.
Díky krátkým a podsaditým končetinám je jaguár zdatný ve šplhání, plazení a plavání. Má ze všech kočkovitých šelem jedny z nejsilnějších čelisti; v pomyslném žebříčku se nachází na třetím místě, hned za tygrem a lvem. Co se týče síly stisku v poměru k velikosti těla, porovnávací studie ho spolu s levhartem obláčkovým zařadila rovnou na první místo mezi kočkovitými. Sevřením svých čelistí dokáže vyvinout tlak o síle 879,5 N (neboli 1275 Psi), což je 89,6 kg/cm2 (o pár čísel předčí i největšího suchozemského predátora, medvěda ledního). Je to druh adaptace, který mu umožňuje proniknout do želvích krunýřů. V jednom článku se píše, že „jaguár je schopný v zubech táhnout býka vážícího 300 kg 8 metrů a také rozdrtit nejtěžší kosti“. Jaguár loví v husté džungli divoká zvířata vážící až 300 kilogramů a jeho robustní tělesná konstrukce je tedy adaptací na potravu a prostředí.

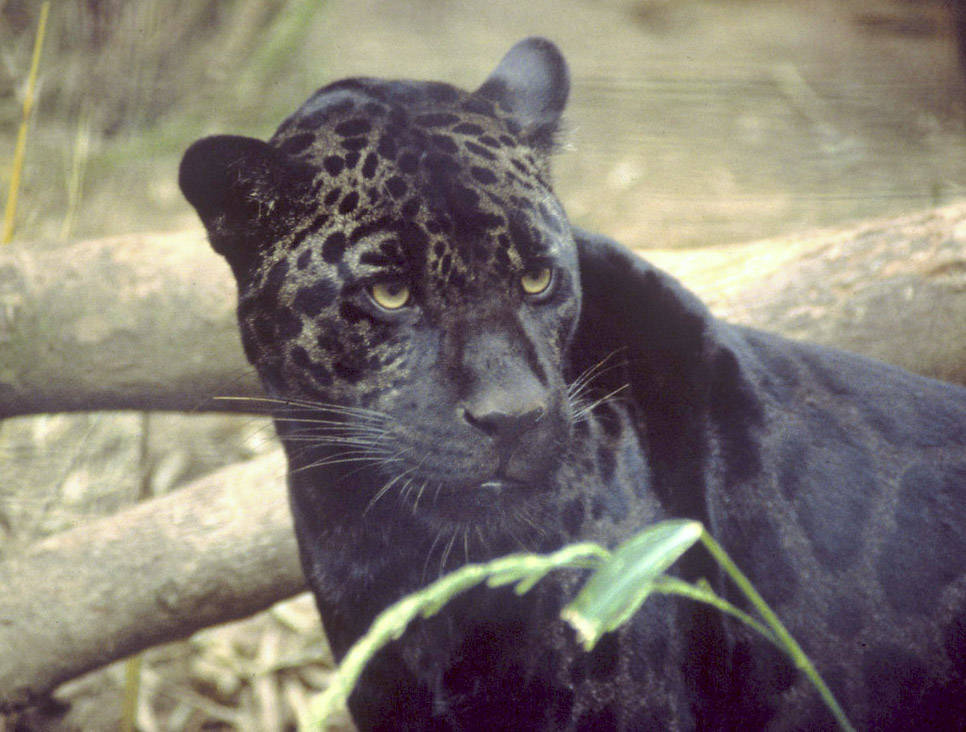
Melanický jaguár. Melanismus je způsoben nadměrnou tvorbou melaninu a u jaguárů se vyskytuje jen občas.

Srst má jaguár většinou žlutohnědou, ale může být také červenohnědá nebo černá. Na srsti má skvrny (rozety), které připomínají květ růže a které používá jako maskování v džungli. Skvrny jsou u každého jedince jiné – rozety mohou mít jednu nebo více skvrn a tvar těchto skvrn se také různí. Skvrny na hlavě, krku a ocasu jsou plnější a mohou splynout v pás. Pod břichem, na krku, na vnitřních stranách končetin a v dolní části boků je jaguár bílý.
U jaguára se může objevit melanismus, což je černé zbarvení pokožky. Je méně časté než skvrnité zbarvení (objevuje se asi u šesti procent populace) a je způsobeno dominantní alelou. Melanický jaguár je celý černý, ale při bližším zkoumání jsou skvrny vidět. Někdy bývá označován jako černý panter, i když to není jiný druh. Výjimečně se u jaguára nebo jiné velké kočky může objevit albinismus a tomuto jedinci se pak občas říká bílý panter.
I když je jaguár velmi podobný levhartovi, je robustnější a těžší a má jiné skvrny – rozety jsou větší, většinou tmavší, se silnějšími liniemi a malými skvrnami uvnitř a je jich méně. Jaguár má také kulatější hlavu a kratší a zavalitější končetiny.

### Rozmnožování
Samice sexuálně dospívá zhruba ve dvou letech, samec ve třech nebo čtyřech. Jaguáři se páří během celého roku. Výzkum na jedincích chovaných v zajetí neprokázal žádné sezónní výkyvy v kvalitě semene, ale kvůli celkově špatné kvalitě semene u nich ukázal menší úspěch v rozmnožování. Schopnost reprodukce se u samice projevuje estrálním cyklem, který trvá 6–17 dní a opakuje se vždy po 37 dnech. Samice v říji na sebe upozorňují řevem a jejich moč zanechává speciální pach.

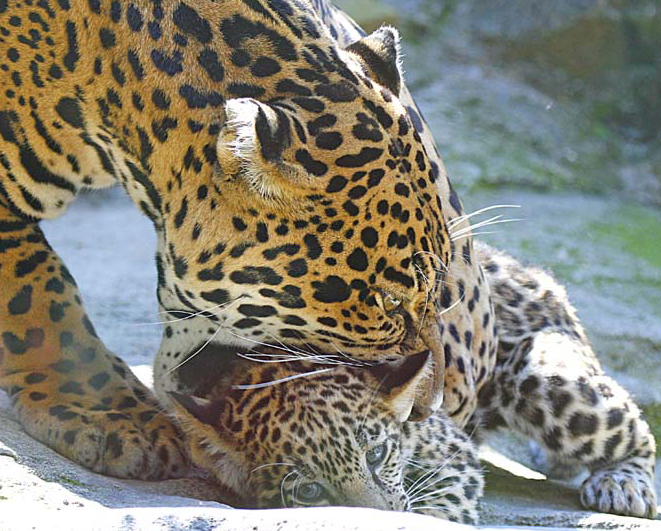
Matka se chystá zvednout své mládě za krk.

Dvojice jaguárů se po páření oddělí a mládě vychovává jen samice. Období březosti trvá 93–105 dnů a samice poté porodí až čtyři mláďata, většinou ale dvě. Samice k mláďatům nepouští samce, protože by je mohl zabít. Toto chování je známé i u tygrů.
Mládě vážící obvykle 700–900 g se rodí slepé, zrak získá až po dvou týdnech. Po třech měsících ho matka odstaví, ale někdy může být kojeno až do 6 měsíců. V noře zůstává cca 2 měsíce, než ji začne doprovázet při lovu. Se svou matkou zůstane jeden až dva roky, než ji opustí. Z počátku mladý samec hodně cestuje se staršími jedinci do té doby, než si uplatní nárok na vlastní teritorium. Jaguár se v přírodě dožívá 12–15 roků, ale v zajetí může žít až 23 let, což z něj dělá jednu z nejdéle žijících kočkovitých šelem.

### Sociální chování
Jako většina kočkovitých šelem je jaguár mimo svou mateřskou skupinu samotářský. Dospělí jedinci se setkávají jen při námluvách a páření a sami si obsazují velké teritorium. Samičí teritorium, které dosahuje rozlohy 10–80 kilometrů čtverečních (v závislosti na typu prostředí), může přesahovat do jiného, ale samice se sobě navzájem snaží vyhnout. Samčí území je zhruba dvakrát větší, jeho velikost závisí na dostupnosti zvěře a nesahá na území jiného samce. Na označení svého teritoria používá jaguár moči, výkalů, drásání kůry stromů a vokalizace.
Stejně jako ostatní velké kočky umí jaguár řvát (přičemž samec řve silněji), čehož využívá k odstrašení narušitelů teritoria a sexuálních konkurentů. V přírodě byly zaznamenány situace, kdy se dva jedinci navzájem přeřvávali. Řev jaguára často připomíná opakující se zakašlání. Umí také mňoukat a bručet. Výjimečně se spolu mohou dva samci porvat o samici, ale většinou se vyhýbají násilí mezi sebou samými. Když už spolu zápasí, tak je to nejčastěji kvůli teritoriu: samcovo území může obklopit území dvou nebo tří samic a nestrpí v něm jiné samce.
Jaguár je často považován za nočního živočicha, ale ve skutečnosti je nejaktivnější za úsvitu a soumraku. Loví samec i samice, ale samec kvůli většímu teritoriu nacestuje více. Když má na dosah zvěř, loví ve dne. Je to celkem činorodý živočich, je aktivní zhruba 50–60 % času. Protože je jaguár vyhýbavý, je těžké ho zpozorovat a studovat.

### Potrava

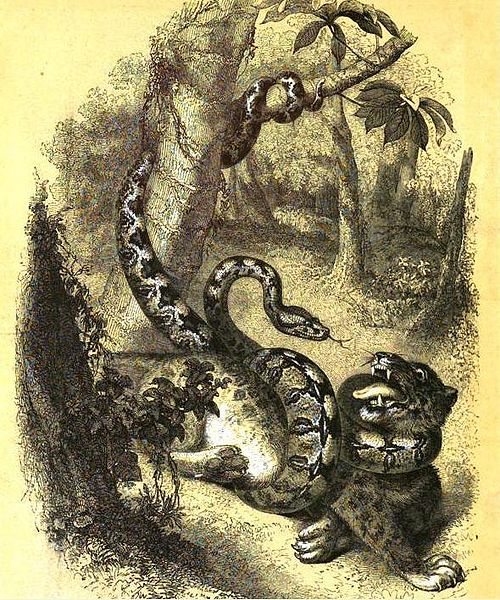
Ilustrace jaguára bojujícího s hroznýšem královským

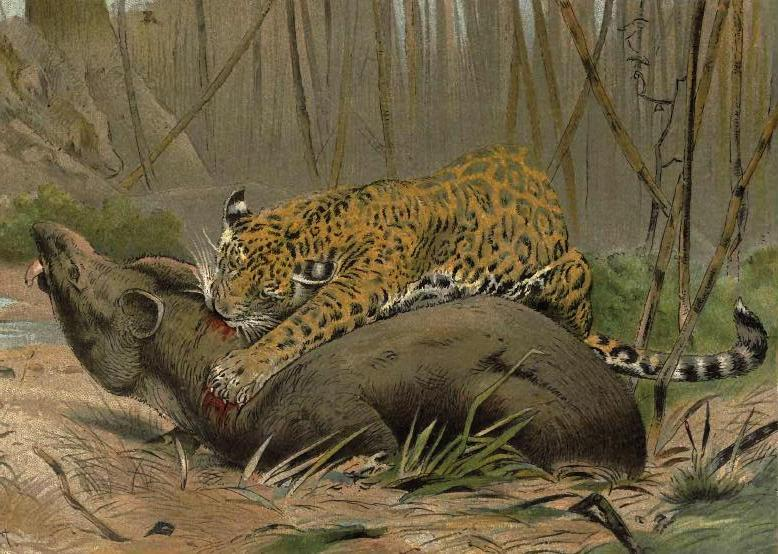
Ilustrace jaguára zabíjejícího tapíra

Jako všechny kočkovité šelmy je jaguár pravý masožravec (jí pouze maso). Jeho strava je různorodá a sestává z 87 druhů živočichů. Dává přednost velkým živočichům, loví například kajmany (podčeleď Caimaninae), jeleny (Cervidae), kapybary (Hydrochoerus), tapíry (Tapiridae), pekariovité (Tayassuidae), vydry, psy, lišky a někdy i anakondy (Eunectes). Žere ale i menší živočichy, například žáby (Anura), myši (Mus), ptáky (Aves), ryby (Actinopterygii), lenochody (Folivora), opice (Simiiformes) a želvy (Testudines). Byly zaznamenány případy, kdy jaguáři útočili i na domestikovaná zvířata, například tury domácí (Bos primigenius) nebo koně (Equus caballus).

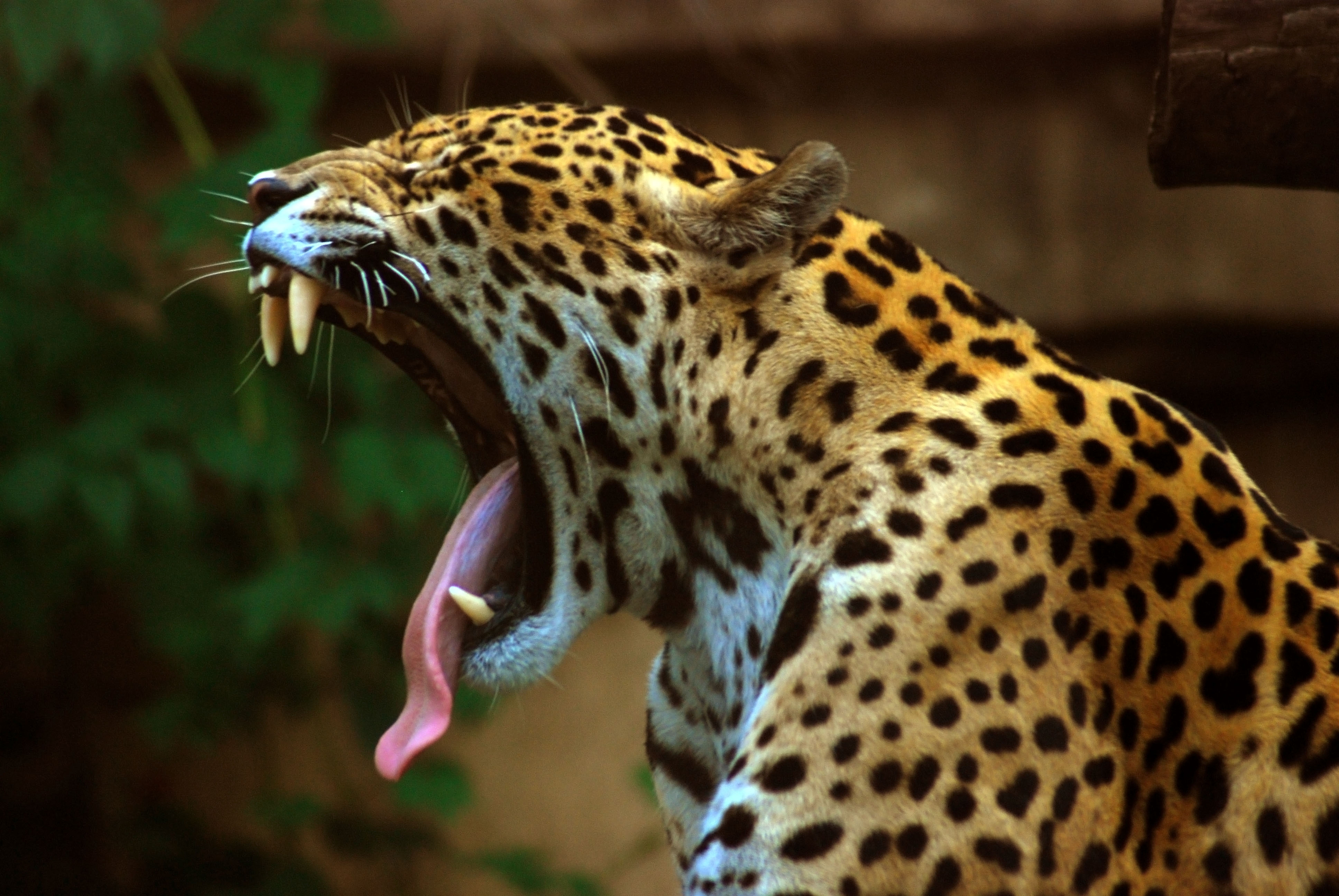
Jaguár má mimořádně silný skus, a to i v poměru k ostatním velkým kočkám. To mu umožňuje vniknout do krunýře obrněných plazů.

I když jaguár většinou zabíjí své oběti prokousnutím hrdla, jak to dělají všechna zvířata rodu Panthera, mnohdy používá metodu mezi kočkovitými šelmami velmi málo používanou: svými tesáky prokousne spánkovou kost oběti a usmrtí ji narušením mozku. To může být druh adaptace, protože kvůli vymírání živočichů v pozdním pleistocénu se staly důležitou potravou jaguára želvy, které mají tvrdé krunýře. Toto prokousnutí lebky používá především u savců (zvláště kapybar), u plazů, jako je kajman, jaguár skočí na záda oběti a poškodí její krční obratle, čímž ji znehybní. I když je schopný prokousnout želví krunýř, může jen do krunýře strčit tlapu a maso z něho vyhrábnout. U menších živočichů, například u malých psů, může jaguárovi k usmrcení stačit udeřit do jejich lebky tlapou.
Jaguár raději číhá na svou oběť a poté ji nečekaně napadne, než by ji honil. Před tím, než ji napadne, potichu ji sleduje a poslouchá, a poté na ní z úkrytu rychle skočí. Jaguár může za obětí dokonce skočit do vody, protože je schopný při plavání utáhnout i těžká těla. Má takovou sílu, že dokáže vytáhnout na strom mrtvoly zhruba až velikosti jalovice, aby je dostal nad linii případné povodně.
Po usmrcení oběti ji jaguár zatáhne do houští nebo jiného skrytého místa. Žrát ji začne na krku a hrudi. Nejdříve sežere srdce a plíce, potom ramena. Jaguár vážící 34 kilogramů, což je dolní hranice dospělých jedinců, potřebuje denně zkonzumovat 1,4 kilogramů masa. Jedinec s váhou 50–60 kilogramů chovaný v zajetí denně zkonzumuje více než 2 kilogramy masa. V přírodě je jeho spotřeba nestálá, protože musí vynaložit velké množství energie na ulovení oběti. Může sežrat až 25 kilogramů masa na posezení a poté být dlouho bez potravy. Na rozdíl od všech ostatních druhů rodu Panthera jaguár málokdy napadá člověka. Když už se to výjimečně stane, většinou se zjistí, že zvíře je staré nebo zraněné. Někdy se také stane, že vystrašený jaguár chovaný v zajetí napadne ošetřovatele.

## Ekologie

### Rozšíření a areál
Od doby, kdy v období pleistocénu přešel pevninský most přes Beringův průliv, se jaguár vyskytuje jen v Americe. Jeho přímým předkem je Panthera onca augusta, který byl větší než současný jaguár. Dnes se vyskytuje na území od jihozápadu USA přes Střední Ameriku do Jižní Ameriky až po velkou část amazonské Brazílie. V této oblasti leží Argentina, Belize, Bolívie, Brazílie, Kolumbie, Kostarika, Ekvádor, Francouzská Guyana, Guatemala, Guyana, Honduras, Mexiko, Nikaragua, Panama, Paraguay, Peru, Surinam, Spojené státy americké a Venezuela. V Uruguayi a Salvadoru je už vyhynulý. Celková plocha výskytu byla v roce 2018 odhadnuta na asi 8,4 až 9 milionů km2.

Jaguár může žít v různě zalesněných i otevřených prostředích, ale jen v blízkosti vody.

Ve Spojených státech se vyskytuje jen výjimečně, a to hlavně v Arizoně, Novém Mexiku a Texasu. Na začátku 20. století byl rozšířen severně až k Grand Canyonu a západně až k jižní Kalifornii. Díky Endangered Species Act je ve Spojených státech chráněným druhem, takže už ho nelze legálně lovit pro kožešinu. V roce 2004 byl zdokumentován jeho výskyt v jižní Arizoně. Aby se na tomto území mohl dlouhodobě usadit, je potřeba ochránit ho před lidmi, poskytnout mu vhodnou potravu a zajistit mu spojení s mexickou populací. 25. února 2009 byl jihozápadně od Tucsonu chycen, označkován a zase vypuštěn třiapadesátikilový jedinec. To je severněji, než se předpokládalo, a ukazuje to na možnost existence rozvíjející se populace v jižní Arizoně. Později se potvrdilo, že je to stejný samec, který byl vyfocen v roce 2004 (říká se mu Macho B), a byl tehdy nejstarším známým jaguárem žijícím v přírodě (bylo mu asi 16 let). 2. března 2009 byl Macho B, v posledním desetiletí jediný jaguár žijící v přírodě pozorovaný v USA, znovu chycen a poté usmrcen, protože bylo zjištěno, že trpí v důsledku selhání ledviny. Od té doby do roku 2016 byl na území USA zachycen jaguár ještě několikrát, přičemž zřejmě šlo o jednoho samce pojmenovaného El Jefe.
Dokončení americko-mexické bariéry, která má zabránit přecházení hranic ilegálním přistěhovalcům, způsobí úbytek populace jaguára ve Spojených státech, protože se nebude moci mísit s mexickou populací. Také zabrání rozmachu jaguára dále na sever.
V minulosti jaguár žil ve velké části jižních USA a na jihu Jižní Ameriky. Na severu se jeho rozšíření zmenšilo o 1 000 kilometrů a na jihu o 2 000 kilometrů. Fosílie jaguára z doby ledové, které jsou staré 11 500 až 40 000 let, ukazují jeho přítomnost až v Missouri. Tehdejší jaguár vážil až 190 kilogramů, což je mnohem více než dnes.
Žije v deštných lesích v Jižní a Střední Americe, v mokřadech i na suchých travnatých půdách. Z těchto tří biotopů dává přednost hustým lesům. Na suchých územích, jako jsou argentinské pampy, mexické pastviny nebo jih Spojených států, zaznamenala populace jaguára největší úbytek. Dále žije v subtropických a suchých opadavých lesích (v minulosti i v dubových lesích ve Spojených státech). Jaguár je závislý na vodě a často ho lze nalézt u řek a močálů a v hustých deštných lesích, které mu poskytují vhodné prostředí k lovu zvěře. Jaguáři byli pozorováni i v nadmořské výšce 3 800 metrů, ale většinou se výškám vyhýbají a nevyskytují se v Andách ani na Mexické plošině.
Kromě výše uvedeného rozšíření možná došlo i k jeho introdukci mimo Ameriku. Existují nepřímé důkazy, že se skupina nepůvodních melanických levhartů nebo jaguárů vyskytuje v deštných lesích okolo Sydney v Austrálii. Zpráva obsahuje prohlášení více než 450 osob, které na tomto území viděli velké černé kočky. Vládu Nového jižního Walesu to znepokojilo natolik, že si objednala odborníka, aby jaguáry chytil. Třídenní lov byl sice neúspěšný, ale ekolog Johannes J. Bauer na to řekl: „I když je těžké to přijmout, nejspíše se tu nachází velká kočkovitá šelma. Na tomto území [to je] nejspíše levhart, ale možná jaguár.“

### Ekologická role
Dospělý jaguár nemá v potravním řetězci nadřazeného predátora. Je to také klíčový druh v tom smyslu, že redukuje populace býložravých savců, čímž pomáhá zachovávat strukturu lesů. Zjišťování toho, jak jaguár ovlivňuje ekosystémy, je ale obtížné, protože se musí porovnávat data z oblastí, kde nežije, s těmi, kde ano. Navíc se musí započítávat lidská aktivita. Přijímá se tvrzení, že populace středně velké zvěře, kterou normálně klíčový predátor loví, se za jeho absence rozmáhá, což má negativní efekt na ekosystém. Práce v terénu ale ukázaly, že tyto nárůsty populace mohou být jen chvilkovým vychýlením od normálu, a tak v hypotézu klíčových predátorů nevěří všichni vědci.
Jaguár má také efekt na jiné predátory. Jaguár a puma americká, druhá největší kočkovitá šelma Ameriky, jsou často sympatričtí (což znamená, že žijí na stejném území). Puma sympatrická s jaguárem je menší než obvykle, protože jaguár loví větší zvěř a na pumu zbude ta menší. Tato situace může být pro pumu výhodná, protože její schopnost žrát menší zvěř se jí vyplatí v oblastech ovlivněných člověkem. I když oba druhy patří mezi téměř ohrožené, puma je v současnosti mnohem rozšířenější.

## Ohrožení, populace, ochrana
Populace jaguára rychle ubývá. Mezinárodním svazem ochrany přírody je považován za téměř ohrožený druh, což znamená, že v blízké budoucnosti může být ohrožen vymíráním. K tomuto stavu přispěl úbytek oblastí jaguárova výskytu, například téměř celé severní oblasti. Výrazný úbytek zaznamenal v šedesátých letech 20. století, kdy bylo 15 000 jaguárů ročně zabito v brazilské Amazonii kvůli kožešině. Úmluva o mezinárodním obchodu s ohroženými druhy volně žijících živočichů a rostlin (CITES) z roku 1973 obchod s kožešinami prudce omezila. Detailní výzkum Wildlife Conservation Society z roku 2002 objevil, že jaguár ztratil 37 % oblasti svého původního rozšíření, na dalších 18 % o něm nejsou informace. Na druhou stranu jeho šance přežít je vysoká na 70 procentech jeho současného rozšíření, hlavně v Amazonii a sousedních oblastech Gran Chaco a Pantanal.
Hlavní problémy pro jaguára představují odlesňování, pytláctví, hurikány v severních oblastech jeho rozšíření, a chování farmářů, kteří často jaguára zabijí, když loví jejich dobytek. Když má jaguár k dispozici tura domácího, stane se hlavní součástí jeho jídelníčku. I když spásání pastvin krávami činí jaguárovi problém, mohla se jeho populace zvětšit, když se tur poprvé objevil v Americe, a to díky novému zdroji potravy. Přijmutí dobytka jako potravy dělá problémy rančerům, kteří si proto někdy najímají lovce jaguárů. V desátých letech 21. století výrazně vzrostl nelegální vývoz částí jaguářích těl do Číny v důsledku poptávky výrobců čínské medicíny.

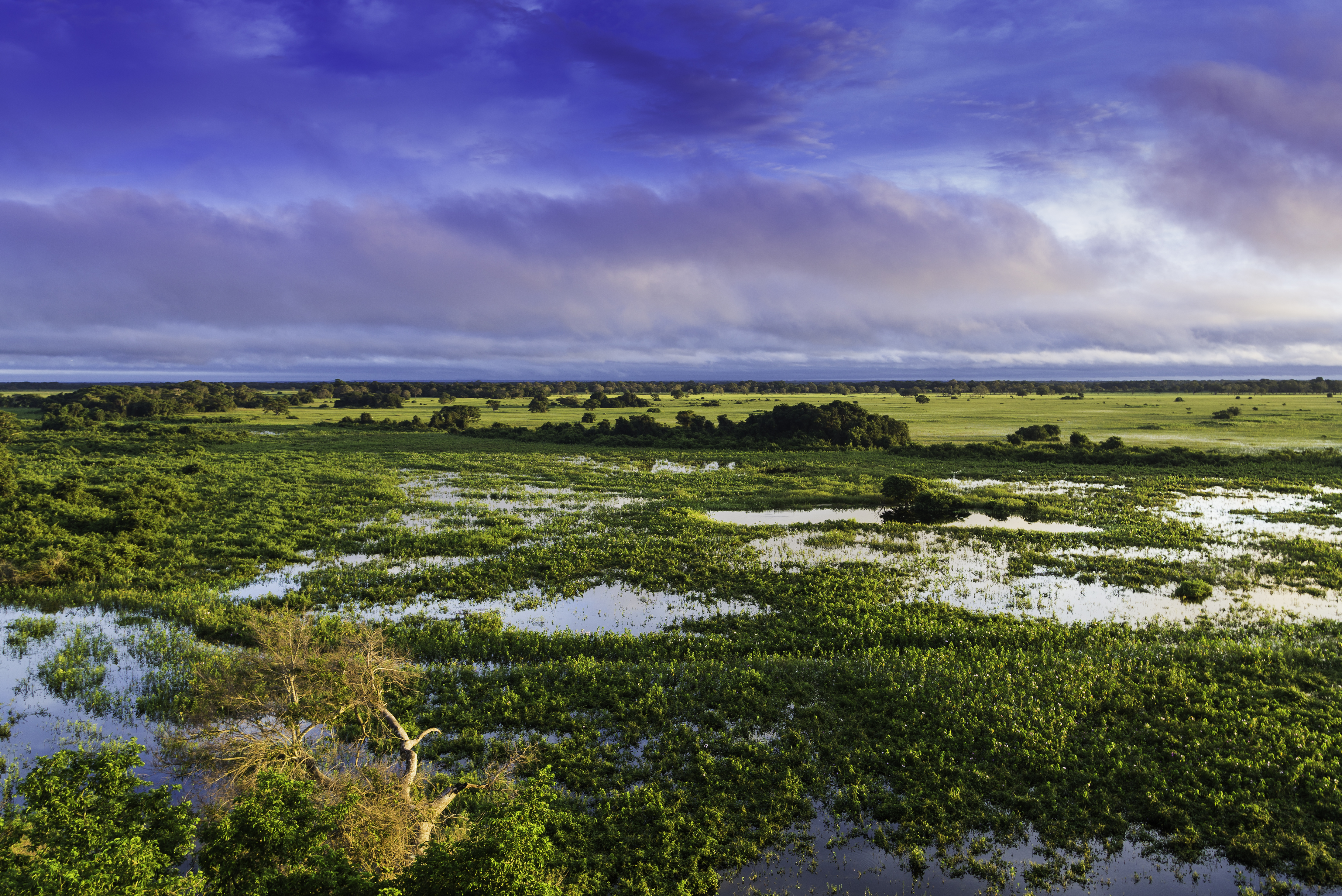
Pantanal, Brazílie, zde zobrazen zaplavený, je jedním z hlavních výskytů jaguára.

Jaguár je uveden v příloze I v CITES, což znamená, že veškerý mezinárodní obchod s ním je zakázán. Zákaz lovu jaguára platí v Argentině, Belize, Kolumbii, Francouzské Guyaně, Hondurasu, Nikaragui, Panamě, Paraguayi, Surinamu, Spojených státech, Uruguayi a Venezuele. V Brazílii, Kostarice, Guatemale, Mexiku a Peru je lov omezen na „problémové jedince“ a v Bolívii je povoleno lovit jaguára jako trofej. V Ekvádoru a Guyaně není nijak chráněn zákonem.
Současné snahy o zachování jaguára většinou spočívají ve vzdělávání rančerů v této oblasti a v propagování ekoturistiky. Jaguár je považován za deštníkový druh, což znamená, že zajištěním jeho ochrany se zároveň ochrání i menší živočichové, kteří žijí na území jeho výskytu. Proto se organizace snažící se o zachování přírody mohou soustředit na jeho ochranu s vědomím, že tím ochrání i další druhy živočichů.
Kvůli nedostupnosti velké části území jaguárova výskytu je těžké odhadnout velikost jeho populace. Výzkumníci se většinou zaměřují na konkrétní bioregiony. V roce 1991 byla spočtena populace v Belize na 600–1 000 jedinců. O rok dříve bylo odhadnuto 125–180 žijících jaguárů na 4 000 km2 přírodní rezervace v Mexiku spolu s dalšími 350 ve státě Chiapas. V Mayské biosférické rezervaci (Reserva de la Biosfera Maya) v Guatemale o rozloze 15 000 km2 může žít 465–550 jedinců. Průzkum pomocí telemetrie s využitím GPS provedený v roce 2003 a 2004 ukázal v Pantanalu hustotu pouze sedm jaguárů na 100 km2 s tím, že tradičními metodami (vzorkováním a pozorováním) byla odhadnuta hustota 10 až 11 jaguárů na 100 km2. V roce 2018 byly publikovány dva velmi rozdílné odhady celkové populace: podle jednoho z nich čítá asi 64 000 jedinců, podle druhého cca 173 000. Obě studie se nicméně shodují, že naprostá většina z tohoto počtu žije v Amazonii. Státy s největším počtem těchto šelem jsou Brazílie, Peru a Kolumbie.
7. ledna 2008 H. Dale Hall, ředitel United States Fish and Wildlife Service, přijal rozhodnutí vlády George W. Bushe, že upustí od svého cíle zajistit obnovu populace jaguára. Někteří odpůrci tohoto rozhodnutí tvrdí, že jaguár je obětován vládním snahám o vytvoření plotu na hranicích USA s Mexikem v místech, kde jaguár tyto hranice překračuje.
V minulosti byly snahy o ochranu jaguára realizovány ochranou velkých oblastí, kde žilo okolo padesáti jaguárů. Vědci si však uvědomili, že k zajištění výměny genů mezi jaguáry z různých oblastí, která je potřebná k zachování druhu, je potřeba tyto velké oblasti propojit. K tomuto účelu vznikl nový projekt Paseo del Jaguar (Jaguárova cesta).

## Mytologie a kultura

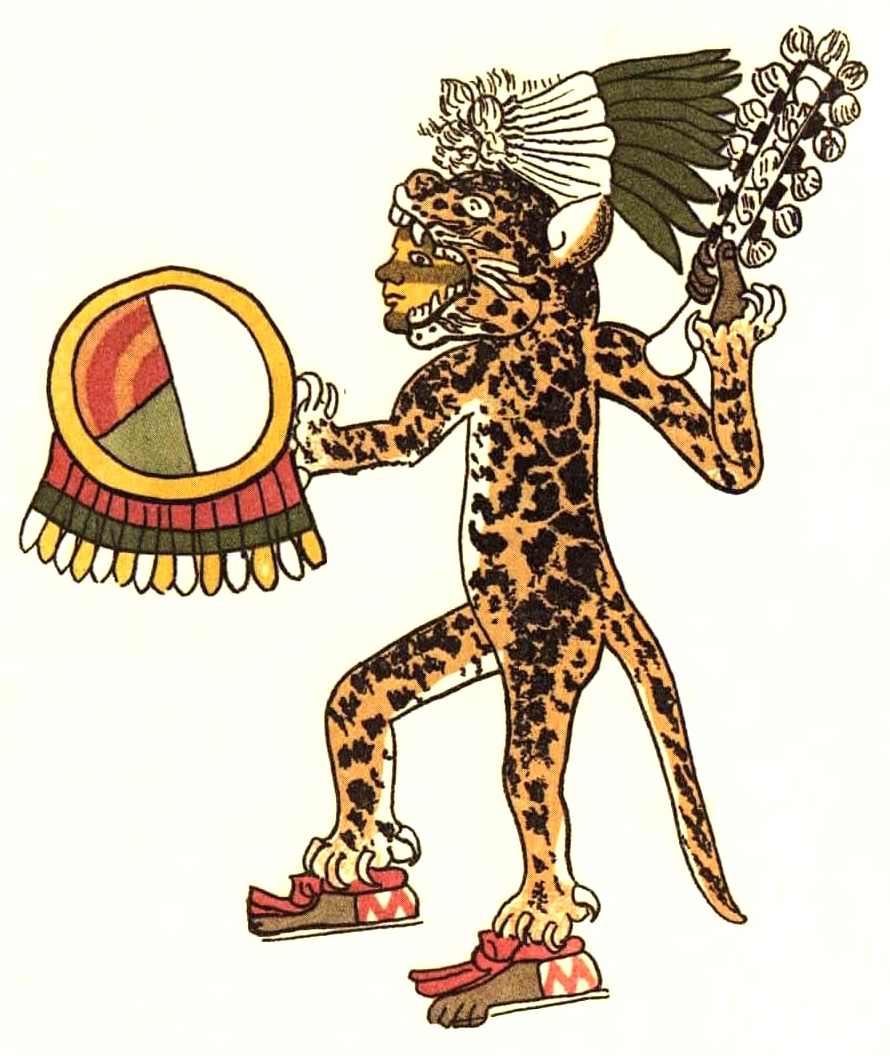
Jaguáří válečník v aztécké kultuře

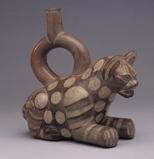
Močický jaguár, 300 př. n. l., v muzeu Larco, Lima, Peru

### Předkolumbovská Amerika
V předkolumbovské Střední a Jižní Americe byl jaguár symbolem moci a síly. V andských kulturách kult jaguára, který rozšířila Chavínská kultura, přijímala 900 let před naším letopočtem většina území dnešního Peru. Pozdější Močikové ho na své keramice zobrazovali jako symbol moci.
V kolumbijské lokalitě San Agustín se dochovalo mnoho předkolumbovských kamenných soch lidí s jaguářím obličejem a tesáky.
V Mezoamerice vyvinuli Olmékové motiv „jaguárodlaka“, kdy zobrazovali člověka s jaguářími vlastnostmi a rysy v obličeji. V pozdní Mayské civilizaci byl jaguár považován za zprostředkovatele komunikace živých s mrtvými a ochránce královské domácnosti. Mayové viděli v jaguárovi společníka v duchovním světě a mnoho mayských vládců zahrnulo do svého jména výraz pro jaguára (v mnoha mayských jazycích b'alam). Aztékové měli ve své armádě elitní skupinu známou jako Jaguáří rytíři. Byli to bojovníci odění v jaguáří kožešině, pověstní statečností. V aztécké mytologii byl bůh noci, smrti a magie Tezcatlipoca reprezentován jaguárem. Jméno jaguára v aztéckém jazyku náhuatl – Ocelotl se však stalo označením jiné americké šelmy, ocelota velkého.
Pro amazonské indiány, např. Janomamy, Kamajuráy, Borory nebo Aravaky, je jaguár dodnes posvátným zvířetem. Jeho drápy a zuby nosí šamani jako symbol moci a motiv jaguářích skvrn si amazonští indiáni často malují nebo tetují na obličej z důvodu ochrany před zlými duchy. Jaguáří kožešinu nosili např. Borórové při pohřebních obřadech. V mnoha mýtech amazonských indiánů vystupuje jaguár jako totemický předek, jindy však jako symbol smrti nebo zla, který ohrožuje kulturního hrdinu. Časté jsou také příběhy o ženě, která s jaguárem počala dítě, z něhož později vyrostl kulturní hrdina.[zdroj?]

### Současná kultura
Jaguár je v současnosti hojně používán jako symbol. Je národním zvířetem Guayany a je součástí jejího znaku. Na vlajce Amazonasu, kolumbijského departementu, je zobrazena černá silueta jaguára skákajícího na lovce. Jaguár se také objevuje na bankovkách brazilského realu.
Jaguár je často používán v názvech produktů, známým příkladem je automobilová firma Jaguar. Jméno jaguár má ve svém názvu několik sportovních týmů, například Jacksonville Jaguars hrající NFL nebo mexický fotbalový tým Jaguares de Chiapas. Mexická rocková skupina Jaguares je také pojmenována podle tohoto zvířete.
Ve znaku argentinské ragbyové federace je jaguár, ale kvůli neznalosti místních novinářů během jihoafrického turné v roce 1965 se národnímu týmu přezdívá Los Pumas (Pumy).
Prvním oficiálním maskotem Olympijských her se stal při olympijských hrách v Mexiku v roce 1968 v duchu Mayské civilizace červený jaguár.